# 王法恩
王法恩（？—1141年），明州（今浙江宁波）人，僧人，南宋时期起事领袖。

## 生平
绍兴十一年六月乙丑，王法恩谋反，建元罗平，事发后，被朝廷平定。有人请屠明州城。御史陈膏，力论多杀非圣世事，胁从者都被宽宥。

## 年号
王應麟《玉海》、李兆洛《紀元編》記載王法恩的年号为罗平，李崇智以該年號使用於1141年六月，但文獻並未記載。

## 深入閱讀
- 李崇智. . 北京: 中華書局. 2004年12月. ISBN 7101025129.